# Festival Internacional de Cine de San Sebastián 2014
La 62.ª edición del Festival Internacional de Cine de San Sebastián se celebró del viernes 19 al sábado 27 de septiembre de 2014 en San Sebastián. El festival se inauguró con el film The equalizer de Antoine Fuqua y se cerró con Samba de Eric Toledano y Olivier Nakache.

## Jurados
Jurado de la Sección Oficial
- Fernando Bovaira, productor español (Presidente)
- Vlad Ivanov, actor rumano
- Eric Khoo, director singapurense
- Nastassja Kinski, actriz estadounidense
- Mariana Rondón, directora y guionista venezolana
- Marjane Satrapi, directora iraní
- Reinhold Vorschneider, director de fotografía alemán
- Oleg Sentsov, director ucraniano

Premio Horizontes
- Sara Silveira, productora brasileña (Presidenta)
- Juana Acosta, actriz colombiana
- Nuria Vidal, crítica de cine mexicana

New Directors
- Nicole Brenez, profesora de cine francesa (Presidenta).
- Chris Fujiwara, crítico cinematográfico británica
- Fernando Guzzoni, guionista chileno
- María Mur, promotora cultural española
- Malgorzata Szumowska, guionista, productora y directora polaca

Premio Irizar al Cine Vasco
- Isabel Herguera, realizadora y productora de animación española (Presidenta)
- Ángel Aldarondo, cineasta española
- Rafael Berrio, músico español

Nest
- Laurent Cantet, cineasta francés

## Películas

### Sección oficial
Las 16 películas siguientes compitieron para el premio de la Concha de Oro a la mejor película:
| Título en España        | Título original         | Director(es)                  | País           |
| ----------------------- | ----------------------- | ----------------------------- | -------------- |
| Aire libre              | Aire libre              | Anahí Berneri                 | Argentina      |
| Autómata                | Autómata                | Gabe Ibáñez                   | España         |
| The Casanova Variations | The Casanova Variations | Michael Sturminger            | Austria        |
| La entrega              | The Drop                | Michael R. Roskam             | Estados Unidos |
| Eden                    | Eden                    | Mia Hansen-Løve               | Francia        |
| Félix y Meira           | Félix et Meira          | Maxime Giroux                 | Canadá         |
| Corazón silencioso      | Stille hjerte           | Bille August                  | Dinamarca      |
| La isla mínima          | La isla mínima          | Alberto Rodríguez             | España         |
| Magical Girl            | Magical Girl            | Carlos Vermut                 | España         |
| Niebla                  | Haemoo                  | Shim Sung-bo                  | Corea del Sur  |
| Una segunda oportunidad | En chance til           | Susanne Bier                  | Dinamarca      |
| Una nueva amiga         | Une nouvelle amie       | François Ozon                 | Francia        |
| Tigers                  | Tigers                  | Danis Tanović                 | India          |
| Phoenix                 | Phoenix                 | Christian Petzold             | Alemania       |
| Vida salvaje            | Vie sauvage             | Cédric Kahn                   | Francia        |
| Loreak                  | Loreak                  | José Mari Goneaga, Jon Garaño | España         |

#### Fuera de competición
Las películas siguientes fueron seleccionadas para ser exhibidas fuera de competición: 
Largometrajes
| Título en español                        | Título original                          | Director(es)                   | País           |
| ---------------------------------------- | ---------------------------------------- | ------------------------------ | -------------- |
| The equalizerː El protector              | The equalizer                            | Antoine Fuqua                  | Estados Unidos |
| Samba                                    | Samba                                    | Olivier Nakache, Eric Toledano | Francia        |
| Lasa y Zabala                            | Lasa y Zabala                            | Pablo Malo                     | España         |
| Murieron por encima de sus posibilidades | Murieron por encima de sus posibilidades | Isaki Lacuesta                 | España         |

### Horizontes latinos
El Premio Horizontes impulsa el conocimiento de los largometrajes producidos total o parcialmente en América Latina, dirigidos por cineastas de origen latino, o bien que tengan por marco o tema comunidades latinas del resto del mundo.
| Título original        | Director(es)                  | País      |
| ---------------------- | ----------------------------- | --------- |
| Casa Grande            | Fellipe Barbosa               | Brasil    |
| Ciencias naturales     | Matías Lucchesi               | Argentina |
| Dos disparos           | Martín Rejtman                | Argentina |
| Gente de bien          | Franco Lolli                  | Colombia  |
| Güeros                 | Alonso Ruizpalacios           | México    |
| Historia del miedo     | Benjamín Naishtat             | Argentina |
| Jauja                  | Lisandro Alonso               | Argentina |
| La princesa de Francia | Matías Piñeiro                | Argentina |
| La Salada              | Juan Martín Hsu               | Argentina |
| La tercera orilla      | Celina Murga                  | Argentina |
| Matar a un hombre      | Alejandro Fernández Almendras | Chile     |
| Futuro Beach           | Karim Aïnouz                  | Brasil    |
| Refugiado              | Diego Lerman                  | Argentina |
| Vientos de agosto      | Gabriel Mascaro               | Brasil    |

### Premios independientes

#### Perlas
Las 20 películas proyectadas en esta sección son largometrajes inéditos en España, que han sido aclamados por la crítica y/o premiados en otros festivales internacionales. Estas fueron las películas seleccionadas para la sección:
| Título en español                       | Título original                    | Director(es)                         | País           |
| --------------------------------------- | ---------------------------------- | ------------------------------------ | -------------- |
| 20.000 días en la Tierra                | 20.000 Days on Earth               | Iain Forsyth, Jane Pollard           | Reino Unido    |
| Black Coal                              | Bai Ri Yan Huo                     | Yinan Diao                           | China          |
| Girlhood                                | Bande des filles                   | Célina Sciamma                       | Francia        |
| Catch Me Daddy                          | Catch Me Daddy                     | Daniel Wolfe                         | Reino Unido    |
| César Chávez                            | César Chávez                       | Diego Luna                           | México         |
| La habitación azul                      | La chambre bleue                   | Mathieu Amalric                      | Francia        |
| Difret                                  | Difret                             | Zeresnay Berhane Mehari              | Estados Unidos |
| La desaparición de Eleanor Rigby: Ellos | The Disappearance of Eleanor Rigby | Ned Benson                           | Estados Unidos |
| Escobar: Paraíso perdido                | Escobar: Paradise Lost             | Andrea Di Stefano                    | Francia        |
| Gett: El divorcio de Viviane Amsalem    | Gett, the Trial of Viviane Amsalem | Ronit Elkabetz, Shlomi Elkabetz      | Israel         |
| El amor es extraño                      | Love Is Strange                    | Ira Sachs                            | Estados Unidos |
| Mommy                                   | Mommy                              | Xavier Dolan                         | Canadá         |
| Pasolini                                | Pasolini                           | Abel Ferrara                         | Francia        |
| Relatos salvajes                        | Relatos salvajes                   | Damián Szifron                       | Argentina      |
| Regreso a Ítaca                         | Retour à Ithaque                   | Laurent Cantet                       | Francia        |
| La sal de la Tierra                     | The Salt of the Earth              | Wim Wenders, Juliano Ribeiro Salgado | Francia        |
| Aguas tranquilas                        | Futatsume no mado                  | Naomi Kawase                         | Japón          |
| El cuento de la princesa Kaguya         | Kaguya-hime no Monogatari          | Isao Takahata                        | Japón          |
| La tribu                                | Плем'я                             | Myroslav Slaboshpytskiy              | Ucrania        |
| Sueño de invierno                       | Kis uykusu                         | Nuri Bilge Ceylan                    | Turquía        |

#### Nuevos Directores
Esta sección agrupa los primeros o segundos largometrajes de sus cineastas, inéditos o que solo han sido estrenados en su país de producción y producidos en el último año. Estas fueron las películas seleccionadas para la sección:
| Título en español          | Título original            | Director(es)                      | País          |
| -------------------------- | -------------------------- | --------------------------------- | ------------- |
| Los hijos de Caín          | Káin gyermekei             | Marcell Gerö                      | Hungría       |
| Chrieg                     | Chrieg                     | Simon Jaquemet                    | Suiza         |
| In Her Place               | 인 허 플레이스             | Albert Shin                       | Corea del Sur |
| Limbo                      | Limbo                      | Anna Sofie Hartmann               | Alemania      |
| La madre del cordero       | La madre del cordero       | Enrique Farías, Rosario Espinosa  | Chile         |
| Name Me                    | Kak menya zovut            | Nigina Sayfullaeva                | Rusia         |
| Modris                     | Modris                     | Juris Kursietis                   | Letonia       |
| Toto y sus hermanas        | Toto si surorile lui       | Alexander Nanau                   | Rumanía       |
| No todo es vigilia         | No todo es vigilia         | Hermes Paralluelo                 | España        |
| Una noche sin luna         | Una noche sin luna         | Germán Tejeira                    | Uruguay       |
| La lección                 | Urok                       | Kristina Grozeva, Petar Valchanov | Bulgaria      |
| Vincent                    | Vincent n'a pas d'écailles | Thomas Salvador                   | Francia       |
| Los tontos y los estúpidos | Los tontos y los estúpidos | Roberto Castón                    | España        |

#### Zabaltegi-Tabakalera
Esta sección agrupa trabajos filmográficos de cualquier metraje donde se busca nuevas miradas y formas. Estos fueron los trabajos seleccionados para la sección:
| Título en España                          | Título original                        | Director(es)             | País           |
| ----------------------------------------- | -------------------------------------- | ------------------------ | -------------- |
| Basilio Martín Patino. La décima carta    | Basilio Martín Patino. La décima carta | Virginia García del Pino | España         |
| Challat tunes                             | Challat tunes                          | Kaouther Ben Hania       | Túnez          |
| El último adiós de Bette Davis            | El último adiós de Bette Davis         | Pedro González Bermúdez  | España         |
| Happy to Be Different                     | Felice chi è diverso                   | Gianni Amelio            | Italia         |
| Finding Fela                              | Finding Fela                           | Alex Gibney              | Estados Unidos |
| En el sótano                              | Im Keller                              | Ulrich Seidl             | Austria        |
| El último vuelo de Hubert Le Blon (corto) | Hubert Le Blonen azken hegaldia        | Koldo Almandoz           | España         |
| The John Malkovich Paradox                | Le paradoxe de John Malkovich          | Pierre-François Limbosch | Francia        |
| Negociador                                | Negociador                             | Borja Cobeaga            | España         |
| Paco de Lucía: La búsqueda                | Paco de Lucía: La búsqueda             | Francisco Sánchez Varela | España         |
| Red Army                                  | Red Army                               | Gabe Polsky              | Rusia          |
| El pequeño Quinquin                       | P'tit Quinquin                         | Bruno Dumont             | Francia        |
| Piedras en los bolsillos                  | Akmeni Manaas Kabataas                 | Signe Baumane            | Letonia        |
| Soroa (corto)                             | Soroa (corto)                          | Asier Altuna             | España         |
| Violent                                   | Violent                                | Andrew Huculiak          | Canadá         |
| My man                                    | Watashi no otoko                       | Kazuyoshi Kumakiri       | Japón          |
| The Kingdom of Dreams and Madness         | Yume to kyôki no ohkoku                | Mami Sunada              | Japón          |
| La compró en Zarautz (corto)              | Zarautzen erosi zuen                   | Aitor Arregi             | España         |

#### Encuentro Internacional de Estudiantes de Cine
Esta sección agrupa trabajos de estudiantes de escuelas de cine de todo el mundo, cuyos trabajos han sido previamente seleccionados, para que participen en proyecciones de sus cortometrajes. Estos fueron los trabajos seleccionados para la sección:
| Título original             | Director(es)               | País         |
| --------------------------- | -------------------------- | ------------ |
| After rave                  | Kamilė Milašiūtė           | Lituania     |
| Alex                        | Laura García               | España       |
| Checkpoint                  | Adam Felix                 | Eslovaquia   |
| Dans les yeaux              | Rémi Bigot                 | Francia      |
| Der letzie kuss             | Tatjana Moutchnik          | Alemania     |
| Después de la Z             | Rodrigo Cervantes Martínez | Reino Unido  |
| Enfrentar animales salvajes | Jerónimo Quevedo           | Argentina    |
| Granice wytrzymalosci       | Marek Marlikowski          | Polonia      |
| Greenland                   | Oren Gerner                | Israel       |
| Idle                        | Raia Al Souliman           | Rumanía      |
| Les feuilles mortes         | Noam Ellis                 | Israel       |
| Les oiseaux-tonnerre        | Léa Mysius                 | Francia      |
| Levantar                    | Georgina Pérez Fernández   | Chile        |
| Los resentidos              | Pablo Álvarez              | Chile        |
| Nicht den Boden berühren    | Mia Spengler               | Alemania     |
| Onno de Onwetende           | Viktor van der Valk        | Países Bajos |
| Paradox                     | Moris Freiburghaus         | Suiza        |

### Otras secciones

#### Zinemira
Sección dedicada los largometrajes con un mínimo de un 20% de producción vasca que se estrenan mundialmente así como aquellos hablados mayoritariamente en euskera. Todos ellos son candidatos al Premio Irizar al Cine Vasco. Estas fueron las películas seleccionadas para la sección:
| Título en español                    | Título en original                   | Director(es)                                           |
| ------------------------------------ | ------------------------------------ | ------------------------------------------------------ |
| Abriendo puertas                     | Ateak zabalduz                       | Juanmi Gutiérrez                                       |
| Cinco días para bailar               | Cinco días para bailar               | José Andreu, Rafael Molés                              |
| I Am Haiti                           | I Am Haiti                           | Raúl de la Fuente                                      |
| Lantanda                             | Lantanda                             | Gorka Gamarra                                          |
| Notas en movimiento                  | Notas en movimiento                  | Oskar Tejedor                                          |
| Señales de vida: Néstor Basterretxea | Señales de vida: Néstor Basterretxea | Gentzane Martínez de Osaba, Alexander García de Vicuña |

Zinemira Kimuak (cortometrajes)
| Título en original              | Director(es)    |
| ------------------------------- | --------------- |
| A serious comedy                | Lander Camarero |
| Anómalo                         | Aitor Gutiérrez |
| Don Miguel                      | Kote Camacho    |
| Hubert Le Blonen azken hegaldia | Koldo Almandoz  |
| La tumba del marinero           | Isabel Herguera |
| Soroa                           | Asier Altuna    |
| Zarautzen erosi zuen            | Aitor Arregi    |

#### Made in Spain
Sección dedicada a una serie de largometrajes españoles que se estrenan en el año. Estas fueron las películas seleccionadas para la sección:
| Título original                   | Director(es)                   |
| --------------------------------- | ------------------------------ |
| 10.000 KM                         | Carlos Marqués-Marcet          |
| ärtico                            | Gabriel Velázquez              |
| Carmina y amén                    | Paco León                      |
| Ciutat morta                      | Xavier Artigas, Xapo Ortega    |
| Hermosa juventud                  | Jaime Rosales                  |
| Ocho apellidos vascos             | Emilio Martínez-Lázaro         |
| Open Windows                      | Nacho Vigalondo                |
| Sobre la marxa                    | Jordi Morató                   |
| Stella Cadente                    | Lluís Miñarro                  |
| Amor en su punto                  | Teresa Pelegri, Dominic Harari |
| Yo decido. El Tren de la Libertad | Pilar Aguilar                  |

#### Culinary Zinema
Sección no competitiva creada en colaboración con el Festival Internacional de Cine de Berlín y organizada conjuntamente con el Basque Culinary Center para unir el cine, la gastronomía y el desarrollo de diversas actividades relacionadas con la alimentación. Estas fueron las películas seleccionadas para la sección:
| Título en español                    | Título en original                   | Director(es)                                         | País           |
| ------------------------------------ | ------------------------------------ | ---------------------------------------------------- | -------------- |
| Brooklyn Farmer                      | Brooklyn Farmer                      | Michael Tyburski                                     | Estados Unidos |
| Buscando a Gastón                    | Buscando a Gastón                    | Patricia Pérez                                       | Perú           |
| Foodies                              | Foodies                              | Thomas Jackson, Charlotte Landelius, Henrik Stockare | Suecia         |
| Presence                             | Hodour                               | Hossein Rasti                                        | Irán           |
| Little Forest - Summer/Autumn        | Little Forest - Natsu & Aki          | Junichi Mori                                         | Japón          |
| Recipe                               | Recipe                               | Eric Khoo                                            | Singapur       |
| Nerua, un viaje a la esencia (corto) | Nerua, un viaje a la esencia (corto) | Iván Miñambres                                       | España         |
| Soul of a Banquet                    | Soul of a Banquet                    | Wayne Wang                                           | Estados Unidos |
| Steak (R)evolution                   | Steak (R)evolution                   | Franck Ribière                                       | Francia        |
| Noma, My Perfect Storm               | Noma, My Perfect Storm               | Pierre Deschamps                                     | Reino Unido    |
| Un viaje de diez metros              | The Hundred-Foot Journey             | Lasse Hallström                                      | Estados Unidos |
| Txipirones en su tinta (corto)       | Txipirones en su tinta (corto)       | Xabier Gutiérrez                                     | España         |

#### Cine en Construcción 26
Este espacio, coordinado por el propio Festival juntamente con Cinélatino, Rencontres de Toulouse, se exhiben producciones latinoamericanas en fase de postproducción. Estas fueron las películas seleccionadas para la sección:
| Título en original                    | Director(es)             | País      |
| ------------------------------------- | ------------------------ | --------- |
| Ixcanul                               | Jayro Bustamante         | Guatemala |
| La mujer de barro                     | Sergio Castro San Martín | Chile     |
| Magallanes                            | Salvador del Solar       | Perú      |
| Mi amiga del parque                   | Ana Katz                 | Argentina |
| O homem que matou a minha amada morta | Aly Muritiba             | Brasil    |
| Paula                                 | Eugenio Canevari         | Argentina |

#### Savage Cinema
Esta sección recoge el cine de aventura y deportes de acción creada en 2013 en colaboración con Red Bull Media House. Estas fueron las películas seleccionadas para la sección:
| Título en español          | Título en original              | Director(es)                             | País           |
| -------------------------- | ------------------------------- | ---------------------------------------- | -------------- |
| Danger Dave                | Danger Dave                     | Philippe Petit                           | Francia        |
| Days of My Youth           | Days of My Youth                | Steve Winter, Murray Wais, Scott Gaffney | Estados Unidos |
| Higher                     | Higher                          | Jeremy Jones, Steve Jones, Todd Jones    | Estados Unidos |
| Un domingo cualquiera      | On Any Sunday: The Next Chapter | Dana Brown                               | Estados Unidos |
| The Greasy Hands Preachers | The Greasy Hands Preachers      | Clement Beauvais                         | Francia        |
| Valley Uprising            | Valley Uprising                 | Nick Rosen, Peter Mortimer               | Estados Unidos |

### Retrospectivas

#### Retrospectiva clásica. Homenaje aDorothy Arzner
La retrospectiva de ese año fue dedicado a la obra de Dorothy Arzner. Se proyectó la totalidad de su filmografía.
| Título en español       | Título en original    | Año  |
| ----------------------- | --------------------- | ---- |
| La mujer de cualquiera  | Anybody's Woman       | 1930 |
| Hacia las alturas       | Christopher Strong    | 1933 |
| La mujer sin alma       | Craig's Wife          | 1936 |
| Baila, muchacha, baila  | Dance, Girl, Dance    | 1940 |
| El valor es lo primero  | First Comes Courage   | 1943 |
| Honor entre amantes     | Honor Among Lovers    | 1931 |
| Tuya para siempre       | Merrily We Go to Hell | 1932 |
| La reina del Boulevard  | Nana                  | 1935 |
| La novia vestía de rojo | The Bride Wore Red    | 1937 |
| Sarah and Son           | Sarah and Son         | 1930 |
| La loca orgía           | The Wild Party        | 1929 |
| Working girls           | Working girls         | 1931 |

#### Retrospectiva Temática: Eastern Promises. Retrato de Europa del Este en 50 películas
La retrospectiva temática de este año trata de las nuevas tendencias del cine producido desde el año 2000 en los países que vivieron bajo la influencia soviética tras la Segunda Guerra Mundial
| Título en español                  | Título en original             | Director                                                                                         | País                 | Año  |
| ---------------------------------- | ------------------------------ | ------------------------------------------------------------------------------------------------ | -------------------- | ---- |
| El sueño checo                     | Ceský sen                      | Vít Klusák, Filip Remunda                                                                        | República Checa      | 2004 |
| 33 Scenes from Life                | 33 sceny z zycia               | Malgorzata Szumowska                                                                             | Polonia              | 2008 |
| 12:08 al este de Bucarest          | A fost sau n-a fost?           | Corneliu Porumboiu                                                                               | Rumanía              | 2006 |
| Amnistía                           | Amnesty                        | Bujar Alimani                                                                                    | Albania              | 2011 |
| Aurora                             | Aurora                         | Kristina Buozyte                                                                                 | Lituania             | 2012 |
| Una historia de la cocina          | Cooking History                | Péter Kerekes                                                                                    | Eslovaquia           | 2009 |
| The Blacks                         | Crnci                          | Goran Devic, Zvonimir Juric                                                                      | Croacia              | 2009 |
| Children of Sarajevo               | Djeca                          | Aida Begic                                                                                       | Bosnia y Herzegovina | 2012 |
| La casa                            | Dom                            | Zuzana Liová                                                                                     | Rusia                | 2011 |
| Más allá de las colinas            | Dupa dealuri                   | Cristian Mungiu                                                                                  | Rumanía              | 2012 |
| Edi                                | Edi                            | Piotr Trzaskalski                                                                                | Polonia              | 2002 |
| Indígena de Eurasia                | Eurazijos aborigenas           | Šarūnas Bartas                                                                                   | Lituania             | 2010 |
| Black Brush                        | Fekete kefe                    | Roland Vranik                                                                                    | Hungría              | 2005 |
| Fine Dead Girls                    | Fine mrtve djevojke            | Dalibor Matanic                                                                                  | Croacia              | 2002 |
| Georgi and the Butterflies         | Georgi i peperudite            | Andrey Paounov                                                                                   | Bulgaria             | 2004 |
| Grbavica (El secreto de Esma)      | Grbavica (Sarajevo, mon amour) | Jasmila Zbanic                                                                                   | Bosnia y Herzegovina | 2006 |
| Hipo                               | Hukkle                         | György Pálfi                                                                                     | Hungría              | 2002 |
| Eastern Plays                      | Iztochni piesi                 | Kamen Kalev                                                                                      | Bulgaria             | 2009 |
| Johanna                            | Johanna                        | Kornél Mundruczó                                                                                 | Hungría              | 2005 |
| How I Killed a Saint               | Kako ubiv svetec               | Teona Strugar Mitevska                                                                           | Macedonia            | 2004 |
| Katalin Varga                      | Katalin Varga                  | Peter Strickland                                                                                 | Reino Unido-Rumanía  | 2009 |
| Klass                              | Klass                          | Ilmar Raag                                                                                       | Estonia              | 2007 |
| Kolka Cool                         | Kolka Cool                     | Ilmar Raag                                                                                       | Estonia              | 2007 |
| Kontroll                           | Kontroll                       | Nimród Antal                                                                                     | Hungría              | 2003 |
| Círculos                           | Krugovi                        | Srdan Golubovic                                                                                  | Serbia               | 2013 |
| Pan y leche                        | Kruh in mleko                  | Jan Cvitkovic                                                                                    | 2001                 |      |
| Perdido y encontrado               | Lost and Found                 | Stefan Arsenijevic, Nadejda Koseva, Mait Laas, Kornél Mundruczó, Cristian Mungiu, Jasmila Zbanic | Serbia               | 2005 |
| Amor                               | Milosc                         | Slawomir Fabicki                                                                                 | Polonia              | 2012 |
| La muerte del Sr. Lazarescu        | Moartea domnului Lazarescu     | Cristi Puiu                                                                                      | Rumanía              | 2005 |
| My Dog Killer                      | Môj pes killer                 | Mira Fornay                                                                                      | Eslovaquia           | 2013 |
| Morgen                             | Morgen                         | Marian Crisan                                                                                    | Rumanía              | 2010 |
| Moscow Square                      | Moszkva tér                    | Ferenc Török                                                                                     | Hungría              | 2001 |
| California Dreamin'                | Nesfarsit                      | Cristian Nemescu                                                                                 | Rumanía              | 2007 |
| En tierra de nadie                 | No Man's Land                  | Danis Tanovic                                                                                    | Bosnia y Herzegovina | 2001 |
| Historias de una locura común      | Príbehy obycejného sílenství   | Petr Zelenka                                                                                     | República Checa      | 2005 |
| Pál Adrienn                        | Pál Adrienn                    | Ágnes Kocsis                                                                                     | Hungría              | 2010 |
| Panihida                           | Panihida                       | Ana Felicia Scutelnicu, Tito Molina                                                              | Alemania-Moldavia    | 2012 |
| Punk's Not Dead                    | Pankot ne e mrtov              | Vladimir Blazevski                                                                               | Macedonia            | 2011 |
| Carta a América                    | Pismo do Amerika               | Iglika Triffonova                                                                                | Bulgaria             | 2001 |
| The Flower Bridge                  | Podul de flori                 | Thomas Ciulei                                                                                    | Rumanía              | 2008 |
| Suburbs                            | Predmestje                     | Vinko Moderndorfer                                                                               | Eslovenia            | 2004 |
| The Temptation of St. Tony         | Püha Tõnu kiusamine            | Veiko Õunpuu                                                                                     | Estonia              | 2009 |
| La sala de los suicidas            | Sala samobójców                | Jan Komasa                                                                                       | Polonia              | 2011 |
| Death of a Man in Balkans          | Smrt coveka na Balkanu         | Miroslav Momcilovic                                                                              | Serbia               | 2012 |
| Algo parecido a la felicidad       | Stesti                         | Bohdan Sláma                                                                                     | República Checa      | 2005 |
| Tomorrow Morning                   | Sutra ujutru                   | Oleg Novkovic                                                                                    | Serbia               | 2006 |
| Vogelfrei                          | Vogelfrei                      | Janis Kalejs, Janis Putnins, Gatis Smits, Anna Viduleja                                          | Letonia              | 2007 |
| La excursión                       | Výlet                          | Alice Nellis                                                                                     | República Checa      | 2002 |
| The Wedding                        | Výlet                          | Wojciech Smarzowski                                                                              | Polonia              | 2004 |
| The Life and Death of a Porno Gang | Zivot i smrt porno bande       | Mladen Djordjevic                                                                                | Serbia               | 2009 |

## Palmarés

### Premios oficiales
Premios oficiales:
- Concha de Oro: Magical Girl de Carlos Vermut
- Premio especial del jurado: Vida salvaje de Cédric Kahn
- Concha de Plata al mejor director: Carlos Vermut por Magical Girl
- Concha de Plata a la mejor actriz: Paprika Steen por Corazón silencioso
- Concha de Plata al mejor actor: Javier Gutiérrez por La isla mínima
- Premio del jurado a la mejor fotografía: Alex Catalán por La isla mínima
- Premio del jurado al mejor guion: Dennis Lehane por La entrega

#### Premio Donostia
- Benicio del Toro[16]
- Denzel Washington[17]

### Otros premios oficiales
- Premio Kutxa - Nuevos Directores: Kristina Grozeva y Petar Valchanov por  La lección

Mención especial : Modris de Juris Kursietis
- Premio Horizontes: Güeros de Alonso Ruizpalacios

Mención especial : Ciencias naturales de Matías Lucchesi
Mención especial : Gente de bien de Franco Lolli
- Premio Encuentro Internacional de Estudiantes de Cine  
  - Primer premio: Nueva vida de Kiro Russo
  - Segundo premio: El enemigo de Aldemar Matias
  - Tercer premio: Wada de Khaled Mzher
  - Premio Orona: Nueva vida de Kiro Russo
  - Torino Award: Volando voy de Isabel Lamberti

#### Premio Encuentro Internacional de Estudiantes de Cine
- Primer premio: Greenland de Oren Gerner
- Segundo premio: Les oiseaux-tonnerre de Léa Mysius
- Tercer premio: Idle de  Raia Al Souliman
- Premio Orona: Onno de Onwetende de Viktor van der Valk
- Torino Award: Nicht den Boden berühren de Mia Spengler

#### Premios del público
- Premio del público: La sal de la tierra de Wim Wenders y Juliano Ribeiro Salgado
- Premio película europea: Relatos salvajes de Damián Szifron
- Premio Irizar al Cine Vasco: Negociador de Borja Cobeaga
- Premio de la juventud: Güeros de Alonso Ruizpalacios

#### Premios de la industria
- Premios Cine en Construcción: Magallanes de Salvador del Solar

Mención especial : Ixcanul de Jayro Bustamante
- Foro de Coproducción España-América Latina. Premio EGEDA al Mejor Proyecto: Agosto de Armando Capó Ramos

Mención especial : Walls de Pablo Iraburu Allegue, Migueltxo Molina Ayestaran
- Premio Zinemira: Pedro Olea

#### Premios no oficiales
- Premio TVE - Otra Mirada: Gett: El divorcio de Viviane Amsalem de  Ronit Elkabetz, Shlomi Elkabetz
- Premio Tokyo Gohan Film Festival: Buscando a Gastón de Patricia Pérez

#### Premios paralelos
- Premio FIPRESCI: Phoenix de Christian Petzold
- Premio FEROZ Zinemaldia: La isla mínima de Alberto Rodríguez
- Premio SIGNIS: Una segunda oportunidad de Susanne Bier

Mención especial : Loreak de José Mari Goneaga, Jon Garaño
- Premio de la Asociación de Donantes de Sangre de Gipuzkoa, a la Solidaridad / Elkartasun Saria: Tigers de Danis Tanović
- Premio Sebastiane: Une nouvelle amie de François Ozon